# Osella FA1D
Az Osella FA1D egy Formula–1-es versenyautó, melyet az Osella csapat tervezett és versenyeztetett az 1982-es Formula–1 világbajnokság utolsó futamain, valamint az 1983-as bajnoki idény első felében. 1982-ben csak Jean-Pierre Jarier vezette, 1983-ban pedig Corrado Fabi és Piercarlo Ghinzani. A csapat történetének leggyengébb konstrukciója volt: a versenyek több mint felére kvalifikálni sem tudtak, és egyetlen futamot sem fejeztek be vele.

## Áttekintés
Gyakorlatilag egy átmeneti autó volt, ugyanis a csapat megállapodott az Alfa Romeóval, hogy azok V12-es motorjait fogják majd használni. Ennélfogva lényegében az FA1C átépített változatának tekinthető. Az első FA1D a négyes számú FA1C kasztni átépítésével készült, majd amikor ez az olasz nagydíjon egy balesetben súlyosan megsérült (leszakadt a bal hátsó kerék, és emiatt Jarier hatalmasat bukott), az egyes számú kasztnit építették át (ily módon egyetlen FA1C sem maradt fenn). Az nem világos, hogy a két FA1D között mekkora volt a különbség.
A Las Vegas-i nagydíj pénteki edzésén Jarier autójáról újra leszakadt egy kerék, ezúttal a jobb első, és elmérgesedett a viszonya a csapattal: megvádolta őket, hogy az autóik életveszélyesek a pénzhiány miatt, ezért történik a rengeteg, anyagfáradásra visszavezethető baleset. Az autó úgy megsérült, hogy nem indulhatott volna egyébként sem a nagydíjon, de erre már nem is lehetett volna lehetőség, mert otthagyta az Osellát.
1983-nak így hát új versenyzőpárossal, a Fabi-Ghinzani duóval vágtak neki. Mivel a szabályok megváltoztak, módosítani kellett a kasztnikon, és a két autót különbözőképpen alakították át, melyekért Tony Southgate felelt. Fabi egy olyannal versenyzett, amelyen csak a padlólemez lett teljesen sík, az előírásoknak megfelelően; Ghinzani ezzel szemben három futamon egy keskenyebb oldaldobozokkal és nagyobb hátsó szárnnyal rendelkező változatot vezetett. Az utód FA1E is erre a verzióra épült, amelyet Ghinzani Imolától kezdve használt.
A csapatot az 1982-es idény végén elhagyta a Denim, mint főszponzor, a helyére a szintén olasz Kelémata került.

## Eredmények
| Év   | Csapat                       | Motor        | Gumik | Pilóták            | 1   | 2   | 3   | 4   | 5   | 6   | 7   | 8   | 9   | 10  | 11  | 12  | 13  | 14  | 15  | 16  | Pontok | Helyezés |
| ---- | ---------------------------- | ------------ | ----- | ------------------ | --- | --- | --- | --- | --- | --- | --- | --- | --- | --- | --- | --- | --- | --- | --- | --- | ------ | -------- |
| 1982 | Denim S.A.I.M.A. Team Osella | Cosworth DFV | P     |                    | RSA | BRA | USW | SMR | BEL | MON | USA | CAN | NED | GBR | FRA | GER | AUT | SWI | ITA | CPL |        |          |
| 1982 | Denim S.A.I.M.A. Team Osella | Cosworth DFV | P     | Jean-Pierre Jarier |     |     |     |     |     |     |     |     |     |     |     | KI  | NK  | KI  | KI  | NI  | 3*     | 12.      |
| 1983 | Kelémata Osella              | Cosworth DFV | M     |                    | BRA | USW | FRA | SMR | MON | BEL | USA | CAN | GBR | GER | AUT | NED | ITA | EUR | RSA |     |        |          |
| 1983 | Kelémata Osella              | Cosworth DFV | M     | Corrado Fabi       | KI  | NK  | KI  | KI  | NK  | KI  | NK  | KI  |     |     |     |     |     |     |     |     | 0      | -        |
| 1983 | Kelémata Osella              | Cosworth DFV | M     | Piercarlo Ghinzani | NK  | NK  | NK  |     |     |     |     |     |     |     |     |     |     |     |     |     | 0      | -        |

- Pontokat az FA1C modellel szereztek

## Forráshivatkozások
1. 1 2  Tíz év küzdelem – az Osella-sztori (magyar nyelven). Napi F1 sztori, 2022. január 29. (Hozzáférés: 2025. január 30.)
2. ↑  Brown, Allen: Osella FA1D/1 (angol nyelven). OldRacingCars.com. (Hozzáférés: 2025. január 30.)